# 바렛타
〈바렛타〉(バレッタ) 또는 〈바레트〉(Barrette)는 노기자카46의 7번째 싱글이다.

## 개요
전작 〈걸즈 룰〉로부터 약 4개월 만의 싱글이다.

## 수록곡

### Type-A
자켓 사진 (표지):이코마 리나·호리 미오나·이쿠타 에리카
CD
1. バレッタ / 바렛타
(작사: 아키모토 야스시 / 작곡: 사이토 요시히로 / 편곡: 와카타베 마코토)
2. 月の大きさ / 달의 거대함
(작사: 아키모토 야스시 / 작곡·편곡: 후루카와 타카히로)
3. 私のために 誰かのために / 나를 위해서 누군가를 위해서
(작사: 아키모토 야스시 / 작곡: 스기야마 카츠히코 / 편곡: 스기야마 카츠히코, 아리키 타츠로)
4. バレッタ off vocal ver.
5. 月の大きさ off vocal ver.
6. 私のために 誰かのために off vocal ver.

DVD
1. バレッタ Music Video
2. 月の大きさ Music Video

### Type-B
자켓 사진 (표지):하시모토 나나미·마츠무라 사유리·시라이시 마이
1. バレッタ / 바렛타
2. 月の大きさ / 달의 거대함
3. そんなバカな・・・ / 그런 바보같은・・・
(작사: 아키모토 야스시 / 작곡·편곡: Akira Sunset)
4. バレッタ off vocal ver.
5. 月の大きさ off vocal ver.
6. そんなバカな・・・ off vocal ver.

DVD
1. バレッタ Music Video
2. そんなバカな・・・ Music Video

### Type-C
자켓 사진 (표지):사쿠라이 레이카·니시노 나나세·와카츠키 유미
1. バレッタ / 바렛타
2. 月の大きさ / 달의 거대함
3. 初恋の人を今でも / 첫사랑인 사람을 지금도
(작사: 아키모토 야스시 / 작곡·편곡: Hiroki Sagawa from Asiatic Orchestra)
4. バレッタ off vocal ver.
5. 月の大きさ off vocal ver.
6. 初恋の人を今でも off vocal ver.

DVD
1. バレッタ Music Video
2. 初恋の人を今でも Music Video

### 통상반
자켓 사진 (표지):사쿠라이 레이카·와카츠키 유미·니시노 나나세·시라이시 마이·호리 미오나·하시모토 나나미·마츠무라 사유리·이코마 리나·이쿠타 에리카
CD
1. バレッタ / 바렛타
2. 月の大きさ / 달의 거대함
3. やさしさとは / 상냥함이라는 것은
(작사: 아키모토 야스시 / 작곡·편곡: 후루카와 타카히로)
4. バレッタ off vocal ver.
5. 月の大きさ off vocal ver.
6. やさしさとは off vocal ver.

### 애니메이션반
자켓 사진 (표지):우즈마키 나루토
CD
1. バレッタ / 바렛타
2. 月の大きさ / 달의 거대함
3. 月の大きさ（TV EDIT） / 달의 거대함 (TV EDIT)
4. バレッタ off vocal ver.
5. 月の大きさ off vocal ver.

## 선발 멤버
- 팔복신:이쿠타 에리카, 이코마 리나, 사쿠라이 레이카, 시라이시 마이, 니시노 나나세, 하시모토 나나미, 마츠무라 사유리, 와카츠키 유미

### 바렛타
(센터:호리 미오나)
- 1열: 니시노 나나세, 시라이시 마이, 호리 미오나, 하시모토 나나미, 마츠무라 사유리
- 2열: 사쿠라이 레이카, 이쿠타 에리카, 이코마 리나, 와카츠키 유미
- 3열: 이토 마리카, 에토 미사, 사이토 아스카, 아키모토 마나츠, 후카가와 마이, 나카모토 히메카, 카와고 히나, 타카야마 카즈미

### 달의 크기
(센터:호리 미오나)
- 1기생: 아키모토 마나츠, 이쿠타 에리카, 이코마 리나, 이토 마리카, 에토 미사, 카와고 히나, 사이토 아스카, 사쿠라이 레이카, 시라이시 마이, 타카야마 카즈미, 나카모토 히메카, 니시노 나나세, 하시모토 나나미, 후카가와 마이, 마츠무라 사유리, 와카츠키 유미

### 나를 위해서 누군가를 위해서
- 1기생: 에토 미사, 카와무라 마히로, 사쿠라이 레이카, 시라이시 마이, 타카야마 카즈미

### 그런 바보같은・・・
(센터:호리 미오나)
- 1기생: 아키모토 마나츠, 이쿠타 에리카, 이코마 리나, 이토 마리카, 이노우에 사유리, 에토 미사, 카와고 히나, 사이토 아스카, 사이토 유리, 사쿠라이 레이카, 시라이시 마이, 타카야마 카즈미, 나카다 카나, 나카모토 히메카, 니시노 나나세, 하시모토 나나미, 히구치 히나, 후카가와 마이, 호시노 미나미, 마츠무라 사유리, 와카츠키 유미
- 2기생: 호리 미오나

### 첫사랑인 사람을 지금도
(센터:호시노 미나미)
- 1기생: 이토 네네, 이노우에 사유리, 카와무라 마히로, 사이토 치하루, 사이토 유리, 나가시마 세이라, 나카다 카나, 노죠 아미, 하타나카 세이라, 히구치 히나, 호시노 미나미, 야마토 리나, 와다 마야

### 상냥함이라는 것은
(센터:하시모토 나나미)
- 1기생: 이쿠타 에리카, 나카모토 히메카, 니시노 나나세, 노죠 아미, 하시모토 나나미, 마츠무라 사유리, 와카츠키 유미